# ریما عبدو
ریما عبدو (انگلیسی: Reema Abdo؛ زادهٔ ۱۹ مهٔ ۱۹۶۳) شناگر زن عرب‌تبار اهل کانادا بود.
وی در مسابقات کشوری و بین‌المللی در مجموع برندهٔ ۱ مدال برنز شده‌است.